# Lorena Paola
Lorena Paola Losavio (Buenos Aires, Argentina, 20 de diciembre de 1973) conocida como Lorena Paola, es una actriz y conductora argentina de cine, televisión y teatro.

## Vida personal
Estuvo casada con el periodista Pablo Fernández, con quien tuvo un hijo llamado Luka (nació en 1998). La pareja se divorció en 2001.
El 21 de septiembre de 2016 se casó con Esteban Gatti (a quien conoció en un gimnasio pues él es profesor de musculación), después de catorce años de noviazgo (y una breve separación en 2014-2015).

## Carrera

### Inicios y etapa como cantante
Actuó en televisión, cine y teatro. Comenzó su carrera artística a los 6 años de edad en los programas musicales para niños Cantaniño y Festilindo.
Participó en el Segundo Festival Interamericano de la Canción Infantil. Viajó a Puerto Rico para competir de la gran final nacional, ganando el primer puesto contra un niño puertorriqueño. En septiembre de 1981, al volver a Argentina, le hicieron un programa en su honor (Festilindo) conducido por Héctor Larrea. Fue ahí donde grabó su primer LP Crecer con papá en 1982 para la RCA Victor. Con su tema El sustantivo se hizo conocida a nivel internacional.
Luego, ya adolescente, grabó su segundo disco De aquí en más en 1991. 

## Filmografía
- 1983 - Diablito de barrio, en el rol de Rita.
- 2018 - El Potro, lo mejor del amor.

## Televisión
- 2022/2023 - A la tarde - panelista de reemplazo de Cecilia Carrizo
- 2022 - Bienvenidos a bordo - Múltiple participaciones
- 2021 - El run run del espectáculo - Panelista, Con Lío Pecoraro y Fernando Piaggio
- 2020 - El muro infernal - participación especial
- 2015 - Laten corazones, participación especial
- 2009 - Canta conmigo Argentina - Participación especial
- 2005 - Casados con hijos, participación especial. Con Guillermo Francella y Florencia Peña.
- 1997 - Ricos y famosos, en el rol de Teresita. Con Natalia Oreiro y Diego Ramos.
- 1996/1997 - Como pan caliente. Con María Valenzuela, Mirta Busnelli y Marita Ballesteros.
- 1993 -  El club de los baby sitters.[3]
- 1990 - Teatros para pícaros, en el rol de Cuqui[4]
- 1990 - Chispas de estrellas.[5]
- 1989 - Las comedias de Darío Vittori (Ep. Un metejón fuera del tarro).
- 1988/1989 - De carne somos. Con Guillermo Francella y Silvia Kutika.
- 1983/1986- Pelito, como Paola. Con Adrián Suar, Gustavo Bermúdez y Julián Weich.
- 1983 - Una chispa de amor. Con Cristina Alberó y Enzo Viena.
- 1982 - Crecer con Papá, en el rol de Tina (hija pequeña que interpretaba el viudo de Alberto Martín), un gran éxito que superaba los 20 puntos de rating y agotaba localidades en el teatro.

### Conducción
- En 1982 se le designó la conducción de un programa titulado Había una vez.., en la que presentaba películas y dibujitos.
- En la década del '90 condujo por varias temporadas el programa Ni idea, emitido por el canal de cable, Utilísima.

## Discografía
- 1982: "Crecer con papá" - RCA
- 1991: "De aquí en más" - EPSA MUSIC
- Tapas de discos y detalles

## Teatro
Trabajó desde muy chicas en espectáculos musicales junto a Carlos Perciavalle, su gran amigo y representante artístico.
- 2018 Chicas de New York como Betty.
- 2014 Clavado en París.
- En 2010 fue protagonista de Anastasia (adaptación de Diego Veronesi).[6]
- 2008/2009: Solas y... Solas!.[7]
- 2007: Acaloradas.[8]
- 2006: El mago de Oz.[9]
- 2005: La zapatera prodigiosa.
- 2004: La sirenita.[10]
- 2003: Hansel y Gretel.
- 1989: De carne somos.
- 1982: Crecer con papá.

## Videos
- 1992 - Las reinas de la bailanta
- 1989 - Al fin y al cabo... "De carne somos".